# Stadionbuurt

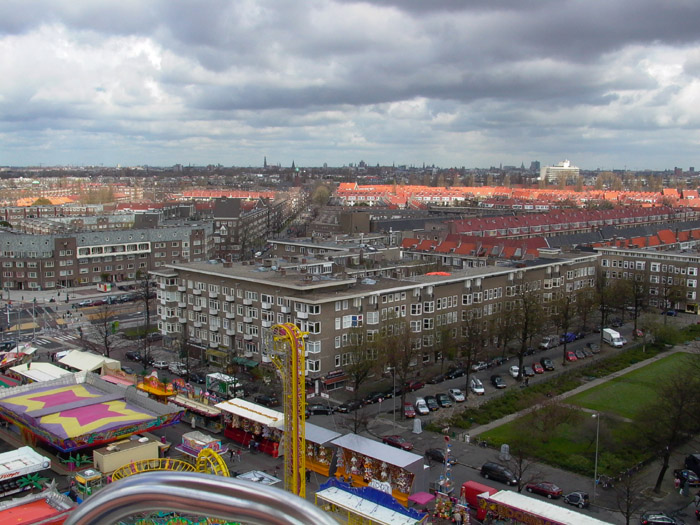
Stadionbuurt gezien vanuit het reuzenrad op de kermis op het Stadionplein.

De Stadionbuurt is een wijk in Amsterdam, in het stadsdeel Zuid in de Nederlandse provincie Noord-Holland. De buurt is vernoemd naar het nationale stadion van Harry Elte en niet naar het Olympisch Stadion van Jan Wils. Dit stadion stond tussen 1914 en 1929 op de plek van de huidige Jason- en Argonautenstraat. Het werd na de Olympische Spelen van 1928 afgebroken om plaats te maken voor woningbouw.
De Stadionbuurt wordt begrensd door: Noorder Amstelkanaal, Apollolaan, Olympiaplein (oostzijde en zuidzijde), Parnassusweg, Zuider Amstelkanaal (midden), Amstelveenseweg (midden), Ringweg A10 (noordelijke teen talud), Schutsluis, Schinkel, Olympiakanaal, Stadiongracht, Amstelveenseweg, Cornelis Krusemanstraat en Hendrik Jacobszstraat. De oppervlakte van de Stadionbuurt is 109,14 hectare. Op centraal stedelijk niveau wordt de wijk aangeduid als buurtcombinatie V48.

## Indeling
De Stadionbuurt is grofweg te verdelen in:
- De Bertelmanpleinbuurt en Marathonbuurt (ten noorden van de Stadionweg) met veel kleine sociale huurwoningen uit de jaren twintig en dertig van de 20e eeuw;
- De Van Tuyll van Serooskerkenbuurt (ten zuiden van de Stadionweg) met voornamelijk particuliere huurwoningen en een minderheid koopwoningen uit de jaren twintig en dertig van de 20e eeuw;
- De buurten ten westen van de Amstelveenseweg en ten zuiden van het Olympiakanaal, bestaande uit de woonbotenkolonie aan het IJsbaanpad en het Olympisch Kwartier, een nieuwbouwwijk met ruim 900 nieuwbouwappartementen (gebouwd tussen 2004 en 2008).

## Bevolking en woningvoorraad
De wijk had 11.342 inwoners per 1 januari 2014 verdeeld over circa 6500 huishoudens. Meer dan de helft van de woningen in de buurt wordt verhuurd door een woningcorporatie, slechts 13% is een koopwoning. Meer dan 80% van de woningen is kleiner dan 80 m2.

## Geschiedenis

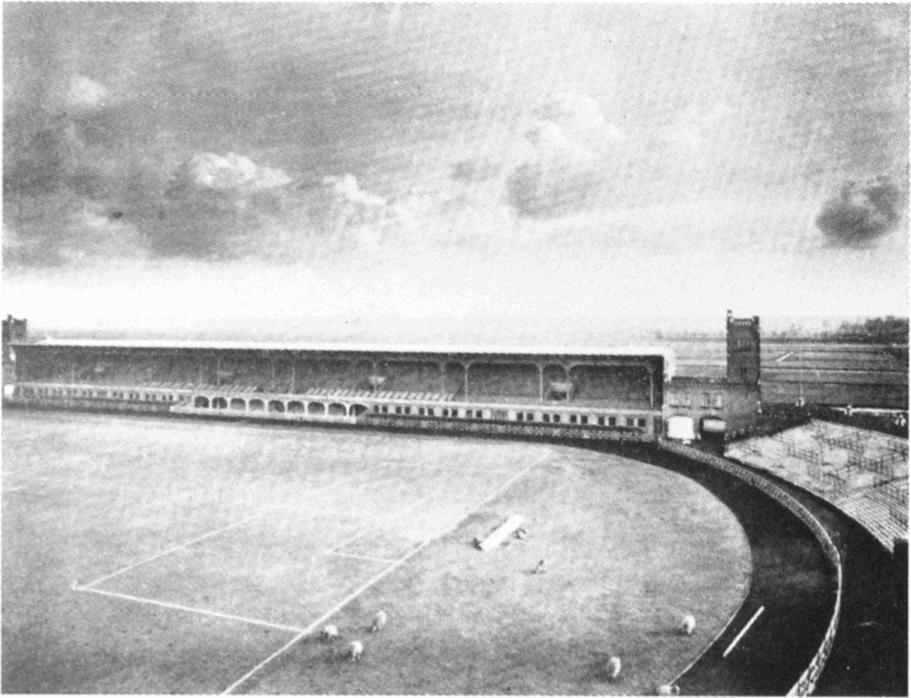
Het Nationale Stadion in 1914 dat de buurt zijn naam gaf.

Het uitgebreide plan voor de Stadionbuurt met ruim 1750 woningen was een van de ambitieuze pogingen van Arie Keppler, directeur van de Gemeentelijke Woningdienst Amsterdam, om de toenmalige woningnood te bestrijden onder door de gemeente geregisseerde condities. In deze periode won het idee terrein dat huizen en stratenwanden in een samenhangend ontwerp dienden te worden opgenomen. Duitse stedenbouwkundigen met hun zogenoemde 'einheitliche Blockfront' waren zeer invloedrijk voor deze stroming, en Keppler was hiervan een enthousiast propagandist. Begin 1919 stelde hij architect Jan Gratama aan als supervisor voor de ontwikkeling van deze nieuwe buurt.

### Architecten
Deze architect stelde een geraamteplan op met een groot aantal voorwaarden voor de architecten van de woningbouwverenigingen die zouden worden uitgenodigd om met ontwerpen te komen. Gratama wees in overleg met de verenigingen de architecten voor de verschillende blokken aan. Het werd Guillaume la Croix voor Rochdale, Cornelis Blaauw voor Onze Woning, Tjeerd Kuipers, Arnold Ingwersen en Ernst Roest voor de christelijke woningbouwvereniging Patrimonium, Willem Noorlander voor Ons Belang, Nico Lansdorp voor de gemeentelijke Dienst der Publieke Werken (waar hij in dienst was), August Sevenhuysen voor De Dageraad, Gerrit Versteeg en Jan Gratama (zichzelf) voor de Algemeene Woningbouwvereeniging, J.J.L. Moolenschot voor Het Oosten, Lambertus Zwiers voor Ons Huis en Jan Kuyt Wzn. voor de katholieke woningbouwvereniging Dr. Schaepman. De gereformeerde architect Ernst Roest mocht ook een protestants-christelijke basisschool in de Speerstraat ontwerpen.

### Regie bij supervisor Gratama
Gratama bepaalde de silhouetten van straat- en pleinwanden en de aansluitingen van de verschillende blokken, om een zo goed mogelijk geheel te laten ontstaan. De ontwerpen kwamen na vergaand overleg tussen hem en de architecten tot stand.

### Middenstandsbesluit

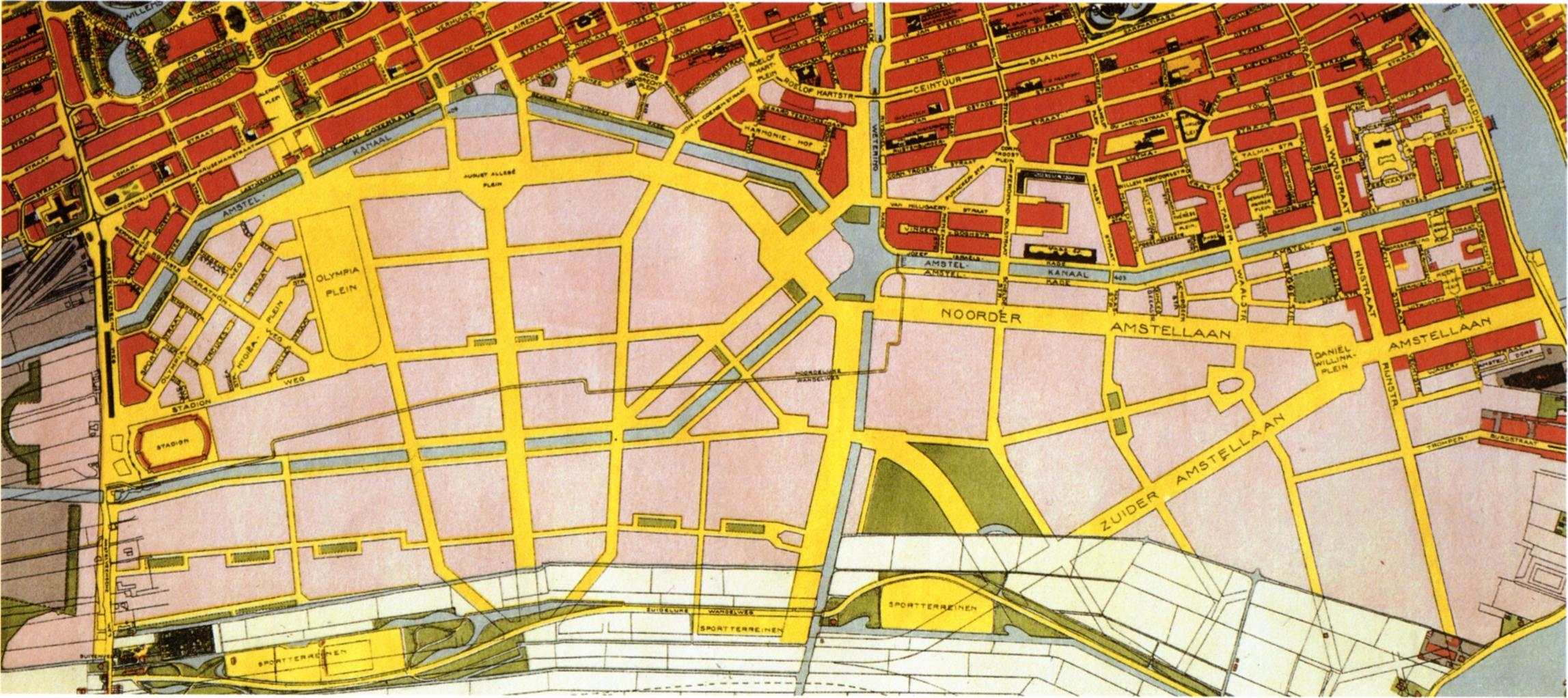
Voortgang bouw Plan Zuid in 1922.

Op 6 november 1919 stelde de regering het zogenaamde 'Middenstandsbesluit' vast. Het Koninklijk Besluit had tot doel de bouw van middenstandswoningen te bevorderen, zowel door gemeenten, woningbouwverenigingen als particuliere bouwers. Door middel van ruime bijdragen stelde het Rijk een tegemoetkoming in de bouwkosten beschikbaar, maar de gemeente moest borg staan. Het leidde ertoe dat de Dienst der Publieke Werken op het voormalige grondgebied van de gemeente Nieuwer-Amstel veel bouwkavels uitgaf aan particuliere bouwers, en de bouw van middenstandswoningen in Amsterdam-Zuid een hoge vlucht nam. De ontwikkeling van de Stadionbuurt raakte echter na 1921 in het slop, toen de Minister van Arbeid meedeelde dat vanaf 1 juni 1921 geen voorschotten en bijdragen krachtens de Woningwet meer in behandeling werden genomen.

### Expositie in Stedelijk
In november 1921 werden de ontwerpen van de verschillende architecten nog geëxposeerd in het Stedelijk Museum. Door het schrappen van de voorschotregeling voor woningwetwoningen van het rijk was het al zeer onzeker of deze ontwerpen ooit zouden worden gebouwd. Alleen de buurt ten noorden van het Noorder Amstelkanaal en het complex van Patrimonium op de hoek Amstelveenseweg / Stadionweg en rondom de Sportstraat waren toen al gereed of in aanbouw. Voor alle andere blokken moesten uiteindelijk nieuwe tekeningen worden gemaakt, met meer woningen door hogere bebouwing en een soberder uitvoering, terwijl de Gemeentelijke Woningdienst Amsterdam en de woningbouwverenigingen zochten naar alternatieve manieren om deze geplande arbeiderswoningen in de Stadionbuurt gefinancierd te krijgen.

## Olympisch Stadion en Kwartier

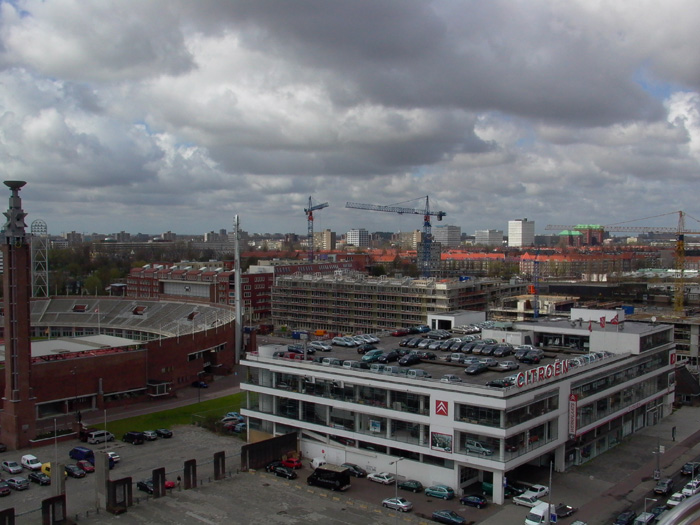
Het Olympisch Kwartier, naast het Olympisch Stadion

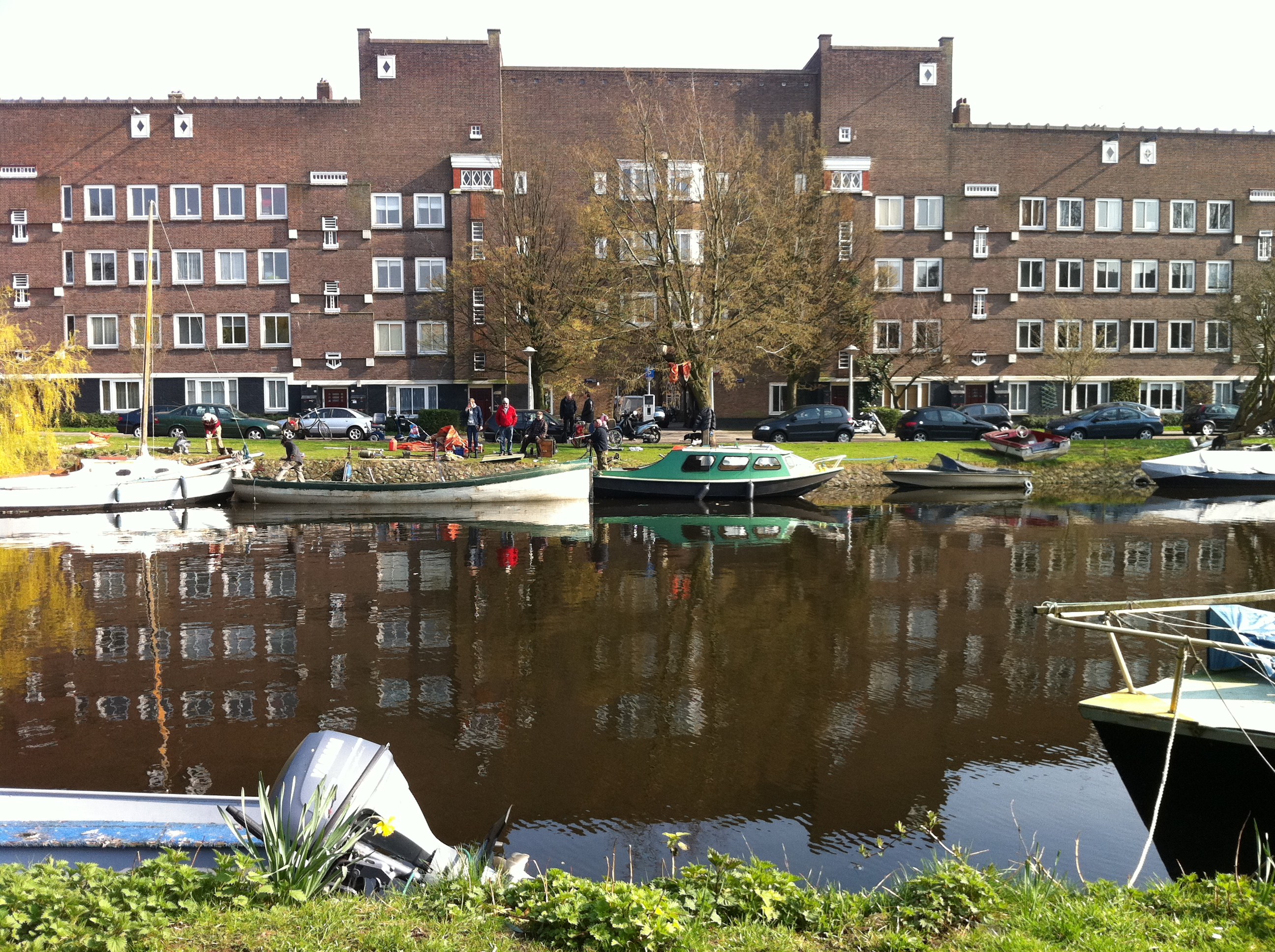
Het Olympia-complex, gezien vanaf de andere oever van het NoorderAmstelkanaal met zicht op Olympiakade.

Het meest in het oog springende gebouw in de Stadionbuurt is het Olympisch Stadion. Het werd door architect Jan Wils gebouwd voor de Olympische Spelen van 1928. Tussen het Olympisch Stadion en het Stadionplein staan de twee Citroëngebouwen die eveneens door Jan Wils werden ontworpen (respectievelijk in 1931 en 1964).
Het Olympisch Kwartier was tijdens de bouw de grootste nieuwbouwlocatie binnen de Ring A10. Tussen 2005 en 2008 werden hier in totaal ruim 900 woningen opgeleverd. Het stedenbouwkundig plan is gebaseerd op de ideeën van Berlage. De zes nieuwe gesloten bouwblokken zijn ontworpen door architectenbureaus Mulleners & Mulleners (langs de Afroditekade), Lafour en Wijk (langs de binnenstraten) en Rudy Uytenhaak (langs de Laan der Hesperiden).

## Trams in de Stadionbuurt
Sinds 1929 rijdt tramlijn 24 over de Stadionweg tot aan de Olympiaweg.
De tramlijnen 6 en 23 werden in 1928 over de Amstelveenseweg verlengd vanaf het Haarlemmermeerstation naar het Stadionplein. In 1948 kwam lijn 1 ervoor in de plaats. In 1971 werd lijn 1 verlegd naar Osdorp en werd lijn 16 verlengd vanaf het Haarlemmermeerstation naar het Stadionplein. In 1977 kwam de nieuw in dienst gestelde lijn 6 er weer bij (tot deze werd ingekort in 2002).
In 2003 kwam de verlenging van 16 via de Amstelveenseweg naar het VU-Medisch Centrum tot stand. In 2004 is lijn 6 er weer bij gekomen; in mei 2006 is lijn 6 echter opnieuw opgeheven. In december 2006 werd ook lijn 24 via de Amstelveenseweg naar het VU-Medisch Centrum verlengd en verliet hiermee na 77 jaar het eindpunt aan de Olympiaweg.
 Abberdaan · Admiralenbuurt · Amstel III · Amsteldorp · Amstelkwartier · Andreas Ensemble · Apollobuurt · ArenAPoort · Bajeskwartier · Banne Buiksloot · Bedrijventerrein Sloterdijk · Bellamybuurt · Betondorp · Bijlmer · Binnenstad · Bloemenbuurt · Borgerbuurt · Borneo · Bos en Lommer · Buiksloot · Buiksloterham · Buikslotermeer · Buiteneiland · Buitenveldert · Bullewijk · Burgwallen Oude Zijde · Burgwallen Nieuwe Zijde · Centrum Amsterdam Noord · Centrumeiland · Chassébuurt · Chinatown · Cremerbuurt (Amsterdam) · Cruquius · Czaar Peterbuurt · Da Costabuurt · Dapperbuurt · De Aker · De Baarsjes · De Bongerd · De Eendracht · De Heining · De Krommert · De 9 Straatjes · De Omval · De Pijp · Diamantbuurt · Driemond · Disteldorp · Dubbele Buurt · Duivelseiland · Duvelshoek · Elzenhagen · Erasmusparkbuurt · Floradorp · Frederik Hendrikbuurt · Funenpark · Gaasperdam · Gein · Geuzenveld · Gibraltarbuurt · Gouden Reael · Gulden Winckelbuurt · Grachtengordel · Haarlemmerbuurt · Hallenkwartier · Haven-Stad · Haveneiland · Havenstraatterrein · Helmersbuurt · Het Funen · Holendrecht · Hoofddorppleinbuurt · Houthaven · IJ-oevers · IJburg · IJdock · IJplein · Indische Buurt · Jan Maijenbuurt · Java-eiland · Jeruzalem · Jeugdland ·Jodenbuurt · Jordaan · Julianapark · Kadijken · Kadoelen · Kattenburg · Kinkerbuurt · KNSM-eiland · Kolenkitbuurt · Kop van Jut · Van der Kunbuurt · Laan van Spartaan · Landlust · Landstrekenbuurt · Lastage · Leidsebuurt · Lutkemeer · Marathonbuurt · Marineterrein · Marken · Marktkwartier · Medisch Centrum Slotervaart · Mercatorbuurt · Middelveldsche Akerpolder · Molenwijk · Museumkwartier · Nellestein · Nieuw Sloten · Amsterdam Nieuw-West · Nieuwe Pijp · Nieuwendam · Nieuwendammerdijk en Buiksloterdijk · Nieuwendammerham · Nieuwezijde · Nieuwmarkt · Noorderhof · Noordoever Sloterplas · Noordse Bos · Olympisch Kwartier · Omval · Ookmeer · Oostelijk Havengebied · Oostelijke Eilanden · Oostelijke Handelskade · Oostenburg · Oosterdokseiland · Oosterparkbuurt · Oostoever Sloterplas · Oostpoort · Oostzanerwerf · Osdorp · Oud Osdorp · Oud-Oost · Oud-West · Oud-Zuid · Oude Pijp · Oudezijde · Overamstel · Overhoeks · Overtoombuurt · Overtoomse Buurt · Overtoomse Veld · Park Haagseweg · Park de Meer · Plan van Gool · Plan West · Plan Zuid · Planciusbuurt · Plantagebuurt · Postjesbuurt · Prinses Irenebuurt · Rapenburg · Reigersbos · Riekerpolder · Rieteilanden · Rietlanden · Rivierenbuurt · Robert Scottbuurt · Roeterseiland · Ruigoord · Schinkel (bedrijventerrein) · Schinkelbuurt · Science Park · Sloten · Sloterdijk · Sloterdijk-Centrum · Slotermeer · Slotervaart · Sluisbuurt · Spaarndammerbuurt · Spieringhorn · Sporenburg · Sportheldenbuurt · Staatsliedenbuurt · Stadionbuurt · Steigereiland · Strandeiland · Teleport · Transvaalbuurt · Trompbuurt · Tuindorp Buiksloot · Tuindorp Buiksloterham · Tuindorp Nieuwendam · Tuindorp Oostzaan · Tuttifruttidorp · Van Tijenbuurt · Uilenburg · Universiteitskwartier · Valkenburg · Van der Kunbuurt · Van der Pekbuurt · Van Lennepbuurt · Venserpolder · Vlooienburg · Vogelbuurt · Vogeldorp · Vogeltjeswei · Volewijck · Vondelparkbuurt · Vrije Geer · Waalseiland · Watergraafsmeer · Waterlandpleinbuurt · Waterwijk · Weesp · Weesperbuurt · Weespertrekvaartbuurt · Weesperzijde · Westelijke Eilanden · Westelijke Tuinsteden · Westerdokseiland · Westerpark · Westpoort · Willemspark · Wittenburg · Zeeburg · Zeeburgereiland · Zeeheldenbuurt · Zuidas · Zuideramstel